# Бейнца-Лабаєн
Бейнца-Лабаєн, Бейнса-Лабаєн (баск. Beintza-Labaien (офіційна назва), ісп. Beinza-Labayen) — муніципалітет в Іспанії, у складі автономної спільноти Наварра. Населення — 253 особи (2009).
Муніципалітет розташований на відстані близько 340 км на північний схід від Мадрида, 30 км на північ від Памплони.

## Демографія
Динаміка населення (INE ):

## Галерея зображень

Розташування муніципалітету